# 6-о основно училище (Лерин)
Шесто основно училище (на гръцки: Στ΄ Δημοτικό Σχολείο Φλώρινας) е училище в град Лерин (Флорина), Гърция.

## Местоположение
Училището е разположено на улица „Перистери“ № 2.

## История
Сградата е построена в 1931 година от архитект Димитрис Тусис, за да се помещава Леринското педагогическо училище. В 1941 година в сградата се помещава новосъздадената Педагогическа академия. Общо 4894 студенти посещават Педагогическата академия на Флорина, от които 1291 (26,4%) са от ном Лерин. Педагогическата академия се помещава в сградата заедно с 4-то основно училище до 1983/1984 година, когато се премества в нова сграда.

## Сграда
Това е неокласическа еклектична сграда, чиито проекти са изготвени в Атина. Шесткласната класна стая е структурирана свободно в парцела, има югоизточно изложение и включва 12 класни стаи, една многофункционална стая, една компютърна зала и два кабинета. Има два етажа и сутерен, за учебно ползване. Отвън няма особена украса, като единственият декоративен елемент в мазилката е релефният бордюр около прозорците, които образуват триади. Сводестите прозорци са в неовизантийски стил. Отворите на долния етаж са правоъгълни, а тези на горния са засводени. В очертанията на основната сграда се откроява ъглова конструкция с форма на кула, която има малък балкон с неокласически парапет, украсен с чугунени розетки. Рамката на стрехите на височината на покрива е особено подчертана.